# Aquavit

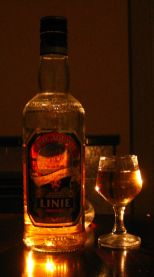
Bouteille d'aquavit norvégien.

L'aquavit est une boisson spiritueuse parfumée au carvi et/ou à l'aneth, et éventuellement d'autres substances aromatiques (anis, fenouil, cannelle, orange amère, etc.). L'aquavit, fabriquée et consommée dans les pays scandinaves, tire son nom du latin « aqua vitae » qui signifie « eau-de-vie ».

## Composition et fabrication
Selon la réglementation communautaire européenne, elle est fabriquée à partir d'alcool neutre d'origine agricole, redistillé avec des grains de carvi et/ou d'aneth, et aromatisé par un distillat d'herbes ou d'épices. Hormis le carvi et/ou l'aneth, les épices utilisées comprennent entre autres : anis, coriandre, etc. L'aquavit a habituellement une teinte jaune mais peut cependant avoir des teintes de transparent à brun clair.

## Histoire

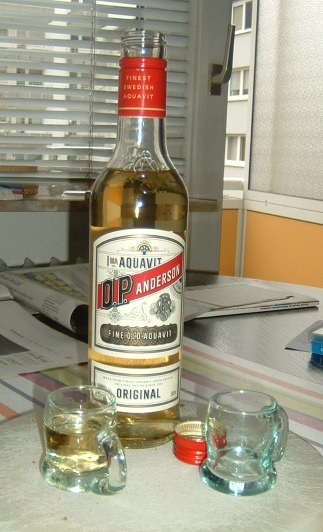
Bouteille d'aquavit suédois.

La plus ancienne référence à l'aquavit se trouve dans une lettre de 1531 du seigneur danois de Bergenshus, Eske Bille, adressée à Olav Engelbretsson, le dernier archevêque de Norvège.
Les fabricants les plus importants sont Gilde et Løiten's Linie en Norvège, Aalborg au Danemark et O. P. Anderson en Suède.
Si chaque marque a son caractère, l'aquavit norvégien est celui qui est le plus parfumé et le plus coloré.
Les marques utilisant le label Linie se réfèrent  à une tradition ancienne, sans toutefois la perpétuer, des pièces d'aquavit transportées en haute mer jusqu'à la ligne de l'équateur pour homogénéisation à température suffisante, de fait qualifiées linjeakevitt.

## Dans la culture
- Dans L'Abominable Sirène, 13e roman de la série littéraire SAS de Gérard de Villiers paru en 1968 et dont une partie de l'intrigue se déroule au Danemark, plusieurs personnages boivent de l'aquavit.
- Jacques Higelin fait une référence à l'aquavit dans sa chanson L'hiver au lit à Liverpool.
- Serge Gainsbourg fait une référence explicite à l'aquavit dans sa chanson Glass Securit, sur son dernier album, You're Under Arrest, paru en 1987.
- Ingrid Chauvin en boit dans le pilote (Justice d'une mère) et le 1er épisode (Secret défense) du feuilleton Femmes de loi.
- Bertolt Brecht en fait la boisson favorite de Puntila dans sa pièce Maître Puntila et son valet Matti. Elle rend Puntila plus humain et plus tolérant[4].
- Homer Simpson fait l'essai de l'eau-de-vie dans une fête accompagné de Norvégiens pendant que ces derniers viennent travailler à Springfield, tirée du 21e épisode de la saison 20 des Simpson.
- Gunnar Staalesen en fait la boisson préférée du héros de ses polars, le détective déjanté Varg Veum.
- Dans le film Le Privé de Robert Altman, le détective Phiilippe Marlowe boit de l'aquavit avec le mari alcoolique d'une de ses clientes.
- Dans le film Sherlock Holmes : Jeu d'ombres, Sherlock lui-même la mentionne lorsqu'il est capturé.
- Dans la série télévisée Boardwalk Empire, Michael Shannon en fabrique pendant la prohibition à Chicago.